# Vanuatu i olympiska sommarspelen 2024
Vanuatu deltog med en trupp på sex idrottare vid de olympiska sommarspelen 2024 i Paris som hölls mellan den 24 juli och 11 augusti 2024. Det var tionde raka sommar-OS som Vanuatu deltog vid.

## Bordtennis
| Idrottare      | Gren      | Inledande omgång     | Omgång 1             | Omgång 2             | Omgång 3             | Åttondelsfinal       | Kvartsfinal          | Semifinal            | Final / BM           | Final / BM       |
| Idrottare      | Gren      | Motståndare Resultat | Motståndare Resultat | Motståndare Resultat | Motståndare Resultat | Motståndare Resultat | Motståndare Resultat | Motståndare Resultat | Motståndare Resultat | Placering        |
| -------------- | --------- | -------------------- | -------------------- | -------------------- | -------------------- | -------------------- | -------------------- | -------------------- | -------------------- | ---------------- |
| Priscila Tommy | Damsingel | Bye                  | Amy Wang (USA) L 0–4 | Gick inte vidare     | Gick inte vidare     | Gick inte vidare     | Gick inte vidare     | Gick inte vidare     | Gick inte vidare     | Gick inte vidare |

## Friidrott
Förkortningar
- Notera– Placeringar avser endast det specifika heatet.
- Q = Tog sig vidare till nästa omgång
- q = Tog sig vidare till nästa omgång som den snabbaste förloraren eller, i teknikgrenarna, genom placering utan att nå kvalgränsen
- i.u. = Omgången fanns inte i grenen
- Bye = Idrottaren behövde inte tävla i omgången

Gång- och löpgrenar
| Idrottare   | Gren           | Inledande omgång | Inledande omgång | Heat             | Heat             | Semifinal        | Semifinal        | Final            | Final            |
| Idrottare   | Gren           | Tid              | Placering        | Tid              | Placering        | Tid              | Placering        | Tid              | Placering        |
| ----------- | -------------- | ---------------- | ---------------- | ---------------- | ---------------- | ---------------- | ---------------- | ---------------- | ---------------- |
| Chloe David | Damernas 100 m | 12,44 0PB0       | 6                | Gick inte vidare | Gick inte vidare | Gick inte vidare | Gick inte vidare | Gick inte vidare | Gick inte vidare |

## Judo
| Idrottare  | Gren            | 32-delsfinal         | Sextondelsfinal      | Åttondelsfinal       | Kvartsfinal          | Semifinal            | Återkval             | Final / BM           | Final / BM       |
| Idrottare  | Gren            | Motståndare Resultat | Motståndare Resultat | Motståndare Resultat | Motståndare Resultat | Motståndare Resultat | Motståndare Resultat | Motståndare Resultat | Placering        |
| ---------- | --------------- | -------------------- | -------------------- | -------------------- | -------------------- | -------------------- | -------------------- | -------------------- | ---------------- |
| Hugo Cumbo | Herrarnas 81 kg | Bye                  | de Wit (NED) L 00–10 | Gick inte vidare     | Gick inte vidare     | Gick inte vidare     | Gick inte vidare     | Gick inte vidare     | Gick inte vidare |

## Simning
| Idrottare       | Gren                   | Heat  | Heat      | Semifinal        | Semifinal        | Final            | Final            |
| Idrottare       | Gren                   | Tid   | Placering | Tid              | Placering        | Tid              | Placering        |
| --------------- | ---------------------- | ----- | --------- | ---------------- | ---------------- | ---------------- | ---------------- |
| Johnathan Silas | Herrarnas 100 m frisim | 59,38 | 77        | Gick inte vidare | Gick inte vidare | Gick inte vidare | Gick inte vidare |
| Loane Russet    | Damernas 50 m frisim   | 28,86 | 54        | Gick inte vidare | Gick inte vidare | Gick inte vidare | Gick inte vidare |

## Tyngdlyftning
| Idrottare           | Gren           | Ryck     | Ryck      | Stöt     | Stöt      | Totalt | Placering |
| Idrottare           | Gren           | Resultat | Placering | Resultat | Placering | Totalt | Placering |
| ------------------- | -------------- | -------- | --------- | -------- | --------- | ------ | --------- |
| Ajah Pritchard-Lolo | Damernas 81 kg | 89       | 12        | 108      | 11        | 197    | 11        |